# San Pedro del Gallo
San Pedro del Gallo é um município do estado de Durango, no México.